# Wereldkampioenschappen schermen 1985
De 34ste wereldkampioenschappen schermen werden gehouden in Barcelona, Spanje in 1985. De organisatie lag in de handen van de FIE.

## Resultaten

### Mannen
| Discipline         | Goud                                                                     | Goud           | Zilver                                                                                   | Zilver            | Brons                                                                              | Brons          |
| ------------------ | ------------------------------------------------------------------------ | -------------- | ---------------------------------------------------------------------------------------- | ----------------- | ---------------------------------------------------------------------------------- | -------------- |
| Degen individueel  | Philippe Boisse                                                          | Frankrijk      | Jaroslav Jurka                                                                           | Tsjecho-Slowakije | Philippe Riboud                                                                    | Frankrijk      |
| Floret individueel | Mauro Numa                                                               | Italië         | Andrea Cipressa                                                                          | Italië            | Harald Hein                                                                        | West-Duitsland |
| Sabel individueel  | György Nébald                                                            | Hongarije      | Christo Etropolski                                                                       | Bulgarije         | Vassili Etropolski                                                                 | Bulgarije      |
| Degen ploegen      | Alexander Pusch Achim Bellmann Volker Fischer Thomas Gerull Arnd Schmitt | West-Duitsland | Sandro Cuomo Roberto Manzi Stefano Bellone Angelo Mazzoni Maurizio Randazzo              | Italië            | Vitali Ageyev Sergej Kravtsjoek Andrei Sjoevalov Aleksandr Mozjajev Mikhail Tisjko | Sovjet-Unie    |
| Floret ploegen     | Mauro Numa Andrea Cipressa Andrea Borella Federico Cervi                 | Italië         | Harald Hein Matthias Behr Klaus Reichert Thorsten Weidner Ulrich Schreck                 | West-Duitsland    | Aleksandr Romankov Vladimir Aptsiaoeri Anvar Ibragimov Boris Koretsky              | Sovjet-Unie    |
| Sabel ploegen      | Andrej Alsjan Georgi Pogossov Sergej Mindirgassov Viktor Krovopoeskov    | Sovjet-Unie    | Hristo Etropolski Vasil Etropolski Gueorgui Tchomakov Marin Ivanov Nikolav Marintchechki | Bulgarije         | Imre Bujdosó Imre Gedővári György Nébald József Varga Rudolf Nébald                | Hongarije      |

### Vrouwen
| Discipline         | Goud                                                                             | Goud           | Zilver                                                                               | Zilver         | Brons                                                                             | Brons       |
| ------------------ | -------------------------------------------------------------------------------- | -------------- | ------------------------------------------------------------------------------------ | -------------- | --------------------------------------------------------------------------------- | ----------- |
| Floret individueel | Cornelia Hanisch                                                                 | West-Duitsland | Sabine Bischoff                                                                      | West-Duitsland | Anna Rita Sparaciari                                                              | Italië      |
| Floret ploegen     | Cornelia Hanisch Anja Fichtel Sabine Bischoff Susanne Lang Zita-Eva Funkenhauser | West-Duitsland | Gertrúd Stefanek Zsuzsanna Jánosi-Németh Edit Kovács Zsuzsanna Szőcs Katalin Győrffy | Hongarije      | Valentina Sidorova Olga Velichko Olga Voshchakina Marina Soboleva Irina Oesjakova | Sovjet-Unie |

## Medaillespiegel
| Plaats | Land              | Goud | Zilver | Brons | Totaal |
| 1      | West-Duitsland    | 3    | 2      | 1     | 6      |
| 2      | Italië            | 2    | 2      | 1     | 5      |
| 3      | Hongarije         | 1    | 1      | 1     | 3      |
| 4      | Sovjet-Unie       | 1    | 0      | 3     | 4      |
| 5      | Frankrijk         | 1    | 0      | 1     | 2      |
| 6      | Bulgarije         | 0    | 2      | 1     | 3      |
| 7      | Tsjecho-Slowakije | 0    | 1      | 0     | 1      |
| Totaal | Totaal            | 8    | 8      | 8     | 24     |

1937 · 1938 · 1947 · 1948 · 1949 · 1950 · 1951 · 1952 · 1953 · 1954 · 1955 · 1956 · 1957 · 1958 · 1959 · 1961 · 1962 · 1963 · 1965 · 1966 · 1967 · 1969 · 1970 · 1971 · 1973 · 1974 · 1975 · 1977 · 1978 · 1979 · 1981 · 1982 · 1983 · 1985 · 1986 · 1987 · 1988 · 1989 · 1990 · 1991 · 1992 · 1993 · 1994 · 1995 · 1997 · 1998 · 1999 · 2000 · 2001 · 2002 · 2003 · 2004 · 2005 · 2006 · 2007 · 2008 · 2009 · 2010 · 2011 · 2012 · 2013 · 2014 · 2015 · 2016 · 2017 · 2018 · 2019 · 2022 · 2023